# قلعه لک‌لک آشیان
قلعه لک لک آشیان مربوط به دوره قاجار است و در شهرستان نیشابور، بخش مرکزی، روستای لک لک آشیان واقع شده و این اثر در تاریخ ۱۲ تیر ۱۳۸۴ با شمارهٔ ثبت ۱۲۰۶۲ به‌عنوان یکی از آثار ملی ایران به ثبت رسیده است.